# Politiek testament (Leopold III)
Het politiek testament is een op 25 januari 1944 gedateerde nota opgesteld door Leopold III tijdens zijn krijgsgevangenschap in Laken tijdens de Tweede Wereldoorlog, bestemd voor en te overhandigen aan de Belgische regering zodra deze  na de bevrijding terug in het land zou zijn en in het geval Leopold III zelf nog steeds krijgsgevangen gehouden zou worden door de Duitse bezetter en dus niet bij machte zou zijn als staatshoofd op te treden.
De nota werd met deze bedoeling door de koning in maart 1944 voorgelezen, overhandigd en in bewaring gegeven in twee verzegelde omslagen (één versie per taal) aan de magistraten Jamar en Cornil (resp. eerste voorzitter en procureur-generaal bij het Hof van Cassatie), die deze op hun beurt zoals aan hen opgedragen op 9 september (daags na de terugkeer van de regering uit Londen) aan eerste minister Pierlot bezorgden.
De inhoud en de toon van de nota was dusdanig dat het conflict tussen de regering Pierlot en de koning ontstaan tijdens hun ultieme overleg op 25 mei 1940 kort voor de capitulatie van België op 28 mei verder escaleerde en mede aanleiding zou geven tot het ontstaan van de Koningskwestie.

## Bezorging aan en reactie van Hubert Pierlot en zijn regering
De in januari 1944 opgestelde nota werd door de koning in maart 1944 voorgelezen, overhandigd en in bewaring gegeven in twee verzegelde omslagen (één omslag per taalversie) aan de magistraten Jamar en Cornil (resp. eerste voorzitter en procureur-generaal bij het Hof van Cassatie) met de opdracht deze op hun beurt te bezorgen aan de regering. Reeds op 9 september 1944, daags na de terugkeer van de regering uit Londen, ontving eerste minister Pierlot tijdens de ministerraad een schrijven van Jamar en Cornil waarin zij om een zo spoedig mogelijk onderhoud vroegen in verband met een dringende mededeling van de Koning, en dit zo mogelijk nog dezelfde avond of de ochtend daarop. Pierlot ontbood beiden 's avonds nog op zijn kabinet. Van de beide enveloppes werd enkel de Franstalige geopend, het ging om een getypt document van 10 genummerde en door de koning geparafeerde bladzijden waarvan de laatste in handschrift vermeld:

"Geschreven in het Kasteel van Laken
op 25 januari 1944
Leopold
Koning der Belgen
Krijgsgevangene in het Kasteel van Laken"
Nadat Cornil de nota volledig voorlas gaf hij verdere toelichting over de wijze waarop hun het document door Leopold was overhandigd. Cornil deed de koning na zijn voorlezing opmerken dat zijn eis tot algehele en plechtige genoegdoening geformuleerd in paragraaf zeven wellicht als onaanvaardbaar zou beschouwd worden door de regering Pierlot die ongetwijfeld nog aan de macht zou zijn bij de bevrijding. Hierop repliceerde de koning dat in dit geval uitsluitend de eerste minister in kennis mocht gesteld worden. Op vraag van Cornil gaf de koning zijn akkoord dat het document enkel bekend gemaakt mocht worden als de regering dit opportuun achtte.
In zijn directe reactie na de voorlezing gaf Pierlot te kennen dat zijn regering de eis van de koning nooit zou aanvaarden maar gezien de ernst van de beslissing vroeg hij of hij de inhoud aan minister Spaak kon meedelen om diens mening te horen. Jamar en Cornil stemden hierin toe
Diep in de nacht las de in spoed opgeroepen Spaak de nota en reageerde; "Het is gewoon een slechte ministeriële verklaring, maar deze kan haar auteur noodlottig worden", in de regering zou men de nota daarom gaan beschouwen als het "Politiek testament" van koning Leopold. 
Pierlot en Spaak beslisten daarop de voltallige regering voor te stellen het in Londen uitgestippelde beleid voort te zetten en het politiek testament als van nul en generlei waarde te beschouwen en het ook niet bekend te maken. Drie dagen later gaf Pierlot in de ministerraad mondeling kennis van de nota aan de voltallige regering. Hij stelde voor paragraaf zeven niet letterlijk voor te lezen omdat hij vreesde dat de bewoording ervan zijn verzoeningspolitiek ten aanzien van Leopold onmogelijk zou maken. De voltallige ministerraad drong toch aan op de lezing waarna alle ministers formeel verklaarden de door Leopold gestelde eis niet te accepteren.
Op basis van de toelichtingen gegeven door Pierlot en Spaak volgde de regering hun advies om het politiek testament met een begeleidende brief terug te bezorgen aan de magistraten en geen rekening te houden met het bestaan ervan. Geheimhouding was volgens hen noodzakelijk om een politieke crisis te voorkomen. Hierbij merkte de aanwezige staatsraad Paul Tschoffen op dat deze geheimhouding hem problematisch leek aangezien iemand van buiten de koninklijke entourage hem al had voorgesteld de volledige tekst, waarover die persoon beschikte, voor te lezen.

## Bezorging aan en reactie vanPrins Karel
De nota werd persoonlijk terugbezorgd op 19 september aan de magistraten die daarop van oordeel waren dat ze deze aan de regent Prins Karel dienden te bezorgen wat ze na contact met zijn kabinetschef persoonlijk deden op 23 september. Prins Karel, die door Pierlot al op de hoogte gesteld was van het bestaan en de grote lijnen van het document, had reeds besloten de houding van de regering te volgen en besloot eveneens de nota te negeren zonder deze zelfs te lezen.

## Bezorging aan en reactie van Churchill
Behalve het exemplaar bestemd voor de Belgische regering had Leopold III ook een kopie voorzien bestemd voor Churchill. Aan zijn paleismedewerkers had hij de opdracht gegeven deze zo snel mogelijk te bezorgen eens de regering Pierlot het origineel in handen had gekregen. Dit gebeurde al op 16 september door grootmaarschalk aan het Hof Cornet in een brief aan veldmaarschalk Montgomery waarin hij deze verzocht de nota te bezorgen aan Churchill. De Belgische regering was volledig onwetend over deze demarche en zou dit pas op 1 maart 1945 ontdekken door toedoen van de Britse ambassadeur in België die, tijdens een onderhoud over een andere zaak, een memorandum toonde aan André de Staercke, secretaris van Prins Karel, met de vraag "Do you know this filthy paper?". Tot zijn verbazing herkende de Staercke het politiek testament. Daags daarop liet de ambassadeur de Staercke de volledige, maar ongedateerde, versie zien waarop enkele handgeschreven reacties van Churchill en Anthony Eden stonden; "He has learned nothing and forgotten nothing" (Churchill) en "it leaves a nasty taste in the mouth" (Eden). De ambassadeur voegde er later nog aan toe dat Cornet hem in een gesprek verklaard had dat Pierlot en Spaak onmogelijk nog in de regering konden blijven. De Engelsen waren niet alleen verbolgen over de inhoud maar vroegen zich ook af wat de houding en of rol van regent Prins Karel in deze was aangezien zij de ongedateerde nota ontvingen op 16 september toen al bekend was dat Prins Karel kort nadien officieel als regent zou benoemd worden door het parlement. Daarop reageerde de Staercke dat de regering net als Prins Karel het testament als onbestaand zou beschouwen en dat Prins Karel op geen enkele wijze betrokken was bij het opstellen of verzenden ervan.